# Campionati svedesi di sci alpino 2024
I Campionati svedesi di sci alpino 2024 si sono svolti a Åre e a Storklinten dal 19 al 23 marzo; il programma includeva gare di discesa libera, supergigante, slalom gigante e slalom speciale, sia maschili sia femminili, ma le discese libere sono state cancellate. 
Trattandosi di competizioni valide anche ai fini del punteggio FIS, vi hanno potuto partecipare anche sciatori di altre federazioni, senza che questo consentisse loro di concorrere al titolo nazionale svedese. 

## Risultati

### Uomini

#### Discesa libera
La gara, in programma a Åre il 18 marzo, è stata cancellata.

#### Supergigante
| Pos. | Atleta           | Nazione | Tempo   |
| ---- | ---------------- | ------- | ------- |
| 1    | Adam Hofstedt    | Svezia  | 57,76   |
| 2    | Emil Nyberg      | Svezia  | 58,13   |
| 3    | Gustaf Lindqvist | Svezia  | 59,21   |
| 4    | Liam Liljenborg  | Svezia  | 59,22   |
| 5    | Elliot Westlund  | Svezia  | 59,24   |
| 6    | Aaron Isaksson   | Svezia  | 59,80   |
| 7    | Oscar Holmqvist  | Svezia  | 59,86   |
| 8    | Jonathan Öman    | Svezia  | 59,93   |
| 9    | Benjamin Hansson | Svezia  | 1:00,20 |
| 10   | Filip Malker     | Svezia  | 1:00,33 |

Località: Åre

Data: 19 marzo

#### Slalom gigante
| Pos. | Atleta                   | Nazione  | Tempo   |
| ---- | ------------------------ | -------- | ------- |
| 1    | Mattias Rönngren         | Svezia   | 2:31,65 |
| 2    | Halvor Hilde Gunleiksrud | Norvegia | 2:31,69 |
| 3    | Adam Hofstedt            | Svezia   | 2:31,81 |
| 4    | Lucas Kongsholm          | Svezia   | 2:32,33 |
| 5    | William Hansson          | Svezia   | 2:32,34 |
| 6    | Emil Nyberg              | Svezia   | 2:33,38 |
| 7    | Axel Lindqvist           | Svezia   | 2:33,56 |
| 8    | Max Uhlir                | Svezia   | 2:34,10 |
| 9    | Storm Andre Hagen        | Norvegia | 2:34,47 |
| 10   | Albin Larsson            | Svezia   | 2:34,57 |

Località: Åre

Data: 20 marzo

#### Slalom speciale
| Pos. | Atleta                | Nazione   | Tempo   |
| ---- | --------------------- | --------- | ------- |
| 1    | Adam Hofstedt         | Svezia    | 1:39,13 |
| 2    | Fabian Ax Swartz      | Svezia    | 1:39,19 |
| 3    | Kristoffer Jakobsen   | Svezia    | 1:39,20 |
| 4    | Philip Jonsson        | Svezia    | 1:40,20 |
| 5    | Axel Lindqvist        | Svezia    | 1:41,07 |
| 6    | Lucas Kongsholm       | Svezia    | 1:41,27 |
| 7    | Filip Aronsson Elfman | Svezia    | 1:41,40 |
| 8    | Jaakko Tapanainen     | Finlandia | 1:42,14 |
| 9    | David Törnqvist       | Svezia    | 1:42,15 |
| 10   | Max Uhlir             | Svezia    | 1:42,16 |

Località: Storklinten

Data: 23 marzo

### Donne

#### Discesa libera
La gara, in programma a Åre il 18 marzo, è stata cancellata.

#### Supergigante
| Pos. | Atleta                 | Nazione | Tempo   |
| ---- | ---------------------- | ------- | ------- |
| 1    | Lisa Nyberg            | Svezia  | 1:00,24 |
| 2    | Lisa Hörnblad          | Svezia  | 1:00,76 |
| 3    | Liza Backlund          | Svezia  | 1:00,84 |
| 4    | Sophie Nyberg          | Svezia  | 1:01,03 |
| 5    | Cornelia Öhlund        | Svezia  | 1:01,19 |
| 6    | Amber Adsten           | Svezia  | 1:01,56 |
| 7    | Tomasine De Brito      | Svezia  | 1:02,88 |
| 8    | Lina Gustafsson        | Svezia  | 1:02,95 |
| 9    | Malva Guteland Beiming | Svezia  | 1:03,86 |
| 10   | Emma Holmqvist         | Svezia  | 1:04,69 |

Località: Åre

Data: 19 marzo

#### Slalom gigante
| Pos. | Atleta                | Nazione | Tempo   |
| ---- | --------------------- | ------- | ------- |
| 1    | Sara Hector           | Svezia  | 2:02,90 |
| 2    | Liv Ceder             | Svezia  | 2:03,39 |
| 3    | Lisa Nyberg           | Svezia  | 2:03,40 |
| 4    | Hanna Aronsson Elfman | Svezia  | 2:03,45 |
| 5    | Anna Swenn Larsson    | Svezia  | 2:04,14 |
| 6    | Moa Boström Müssener  | Svezia  | 2:04,17 |
| 7    | Moa Landström         | Svezia  | 2:05,44 |
| 8    | Cornelia Öhlund       | Svezia  | 2:05,56 |
| 9    | Tomasine De Brito     | Svezia  | 2:05,84 |
| 10   | Sophie Nyberg         | Svezia  | 2:05,92 |

Località: Åre

Data: 20 marzo

#### Slalom speciale
| Pos. | Atleta                  | Nazione | Tempo   |
| ---- | ----------------------- | ------- | ------- |
| 1    | Anna Swenn Larsson      | Svezia  | 1:48,83 |
| 2    | Cornelia Öhlund         | Svezia  | 1:50,31 |
| 3    | Emelie Henning          | Svezia  | 1:50,32 |
| 4    | Hanna Aronsson Elfman   | Svezia  | 1:50,63 |
| 5    | Elsa Håkansson-Fermbäck | Svezia  | 1:52,45 |
| 6    | Liza Backlund           | Svezia  | 1:53,06 |
| 7    | Esther Nordberg         | Svezia  | 1:53,35 |
| 8    | Emma Holmqvist          | Svezia  | 1:55,64 |
| 9    | Julia Digerfors         | Svezia  | 1:56,10 |
| 10   | Stella Rodling Swanberg | Svezia  | 1:56,70 |

Località: Storklinten

Data: 23 marzo